# غيادروان (مهاباد)
قرية غيادروان (بالكردية: گیادروان) هي إحدى القرى التابعة لـمنغور الشرقية في ريف قسم خليفان من مقاطعة مهاباد، في محافظة أذربیجان الغربیة الإيرانية.

## السكان
حسب إحصاءات سنة 2006، بلغ إجمالي السكان في غيادروان 225 نسمة وعدد المساكن 26 مسكن. لغة سكان غيادروان هي اللغة الكردية و هم من أهل السنة والجماعة والمذهب الشافعي.